# Lista de unidades federativas do Brasil por IDH (2000)
Segue abaixo a lista dos 26 estados federados e do Distrito Federal por Índice de Desenvolvimento Humano no ano 2000, no Brasil. Os valores abaixo, publicados pelo PNUD Brasil, são relativos ao Atlas de Desenvolvimento Humano 2003, feito com base nos dados do Censo brasileiro de 2000 do IBGE.

## Classificação por unidade da federação
- = aumento nos dados de 2000 - comparado aos dados de 1991;
- = dados de 2000 mantiveram-se os mesmos de 1991;
- = diminuição nos dados de 2000 - comparada aos dados de 1991.

Mapa de unidades federativas do Brasil segundo o IDH.
0,800 – 0,900 (Elevado)
0,700 - 0,799 (Médio-alto)
0,600 - 0,699 (Médio-baixo)

| Posição       | Posição                | Unidade federativa  | IDH-M   | IDH-M   | País comparável       |
| Dados de 2000 | Comparados aos de 1991 | Unidade federativa  | Em 2000 | Em 1991 | País comparável       |
| ------------- | ---------------------- | ------------------- | ------- | ------- | --------------------- |
| 1             | (0)                    | Distrito Federal    | 0,844   | 0,799   | Argentina             |
| 2             | (3)                    | Santa Catarina      | 0,822   | 0,748   | Costa Rica            |
| 3             | (1)                    | São Paulo           | 0,820   | 0,778   | Costa Rica            |
| 4             | (0)                    | Rio Grande do Sul   | 0,814   | 0,753   | São Cristóvão e Nevis |
| 5             | (2)                    | Rio de Janeiro      | 0,807   | 0,753   | Lituânia              |
| 6             | (1)                    | Paraná              | 0,787   | 0,711   | Panamá                |
| 7             | (1)                    | Mato Grosso do Sul  | 0,778   | 0,716   | República Dominicana  |
| 8             | (0)                    | Goiás               | 0,776   | 0,700   | Romênia               |
| 9             | (4)                    | Mato Grosso         | 0,773   | 0,685   | Líbia                 |
| 10            | (1)                    | Minas Gerais        | 0,773   | 0,697   | Líbia                 |
| 11            | (1)                    | Espírito Santo      | 0,765   | 0,690   | Tailândia             |
| 12            | (1)                    | Amapá               | 0,753   | 0,691   | Filipinas             |
| 13            | (3)                    | Roraima             | 0,746   | 0,692   | Peru                  |
| 14            | (1)                    | Rondônia            | 0,735   | 0,660   | Albânia               |
| 15            | (1)                    | Pará                | 0,723   | 0,650   | Tunísia               |
| 16            | (2)                    | Amazonas            | 0,713   | 0,664   | Quirguistão           |
| 17            | (2)                    | Tocantins           | 0,710   | 0,611   | Guiana                |
| 18            | (0)                    | Pernambuco          | 0,705   | 0,620   | El Salvador           |
| 19            | (1)                    | Rio Grande do Norte | 0,705   | 0,604   | El Salvador           |
| 20            | (2)                    | Ceará               | 0,700   | 0,593   | Moldávia              |
| 21            | (4)                    | Acre                | 0,697   | 0,624   | Argélia               |
| 22            | (1)                    | Bahia               | 0,688   | 0,590   | Vietnã                |
| 23            | (2)                    | Sergipe             | 0,682   | 0,597   | Guiné Equatorial      |
| 24            | (1)                    | Paraíba             | 0,661   | 0,561   | Mongólia              |
| 25            | (1)                    | Piauí               | 0,656   | 0,566   | Mongólia              |
| 26            | (0)                    | Alagoas             | 0,649   | 0,548   | Bolívia               |
| 27            | (0)                    | Maranhão            | 0,636   | 0,543   | Gabão                 |